# Reiko Dan
Pour les articles homonymes, voir Dan.
Reiko Dan (団令子, Dan Reiko), née le 26 mars 1935 dans l'arrondissement de Shimogyō-ku à Kyoto et morte le 24 novembre 2003 à Mitaka,, est une actrice japonaise.

## Biographie
Reiko Dan entre à la Tōhō après avoir remporté un concours de miss kimono en 1956. Elle apparaît pour la première fois à l'écran dans Meshiro Sanpei monogatari: Uchi no nyōbō (1957) réalisé par Hideo Suzuki.
Reiko Dan a tourné dans plus de 110 films entre 1957 et 1989.
L'acteur Yūta Dan (ja) (1967-2006) est son fils.

## Filmographie partielle

### Années 1950
- 1957 : Meshiro Sanpei monogatari: Uchi no nyōbō (目白三平物語 うちの女房?) de Hideo Suzuki
- 1957 : Saigo no dassō (最後の脱走?) de Senkichi Taniguchi
- 1957 : Daigaku no samurai-tachi (大学の侍たち?) de Nobuo Aoyagi
- 1958 : Shachō sandaiki (社長三代記?) de Shūe Matsubayashi
- 1958 : Aijō no miyako (愛情の都?) de Toshio Sugie
- 1958 : Hanayome sanjūsō (花嫁三重奏?) d'Ishirō Honda
- 1958 : Zoku shachō sandaiki (続・社長三代記?) de Shūe Matsubayashi
- 1958 : Jours de congé à Tokyo (東京の休日, Tōkyō no kyūjitsu?) de Kajirō Yamamoto
- 1958 : Tout sur le mariage (結婚のすべて, Kekkon no subete?) de Kihachi Okamoto
- 1958 : Ōban : Kanketsu hen (大番 完結篇?) de Yasuki Chiba
- 1958 : Jeune brute (若い獣, Wakai kedamono?) de Shintarō Ishihara
- 1958 : Fūryū onsen nikki (風流温泉日記?) de Shūe Matsubayashi
- 1958 : Daigaku no ninki mono (大学の人気者?) de Shūe Matsubayashi
- 1958 : Hadaka no taishō (裸の大将?) de Hiromichi Horikawa
- 1958 : Otona niwa wakaranai: Seishun hakusho (青春白書 大人には分らない?) d'Eizō Sugawa
- 1958 : Yajikita dōchū sugoroku (弥次喜多道中記夫婦篇 弥次喜多道中双六?) de Yasuki Chiba
- 1959 : Shachō taiheiki (社長太平記?) de Shūe Matsubayashi
- 1959 : Onna gokoro (女ごころ?) de Seiji Maruyama
- 1959 : Daigaku no onēchan (大学のお姐ちゃん?) de Toshio Sugie
- 1959 : Zoku shachō taiheiki (続・社長太平記?) de Shūe Matsubayashi
- 1959 : Le Singe-pèlerin (孫悟空, Songokū?) de Kajirō Yamamoto
- 1959 : Kitsune to tanuki (狐と狸?) de Yasuki Chiba
- 1959 : Shain burai: Dogō hen (社員無頼 怒号篇?) de Hideo Suzuki
- 1959 : Shain burai: Hangeki hen (社員無頼 反撃篇?) de Hideo Suzuki
- 1959 : Yajū shisubeshi (野獣死すべし?) d'Eizō Sugawa
- 1959 : Ginza no onēchan (銀座のお姐ちゃん?) de Toshio Sugie
- 1959 : Wakai koibito-tachi (若い恋人たち?) de Yasuki Chiba
- 1959 : Oneechan makaritōru (お姐ちゃん罷り通る?) de Toshio Sugie

### Années 1960
- 1960 : Samurai to oneichan (侍とお姐ちゃん?) de Toshio Sugie

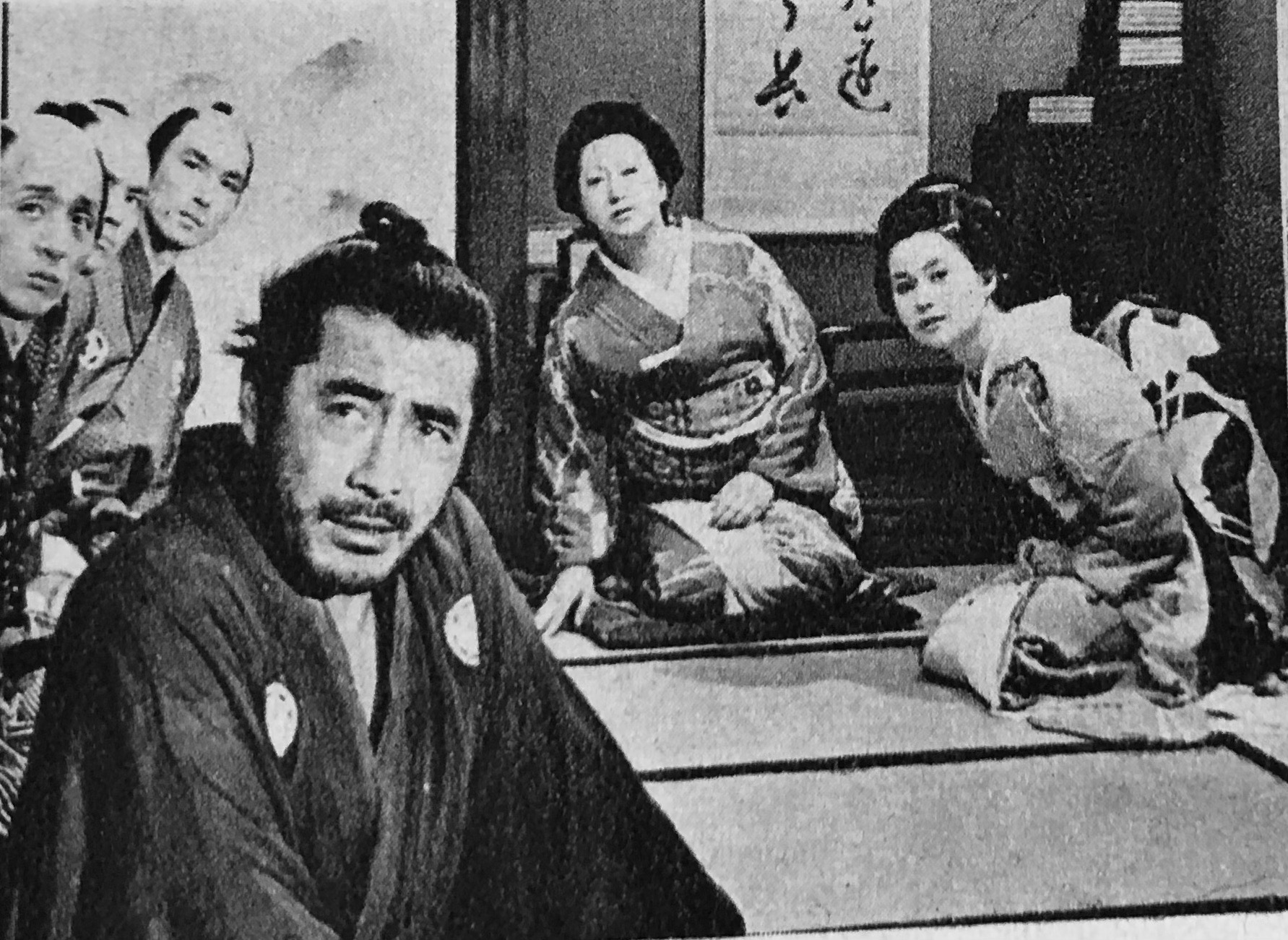
De g. à d. : Kunie Tanaka, Toshirō Mifune, Takako Irie, Reiko Dan dans Sanjuro (1962).

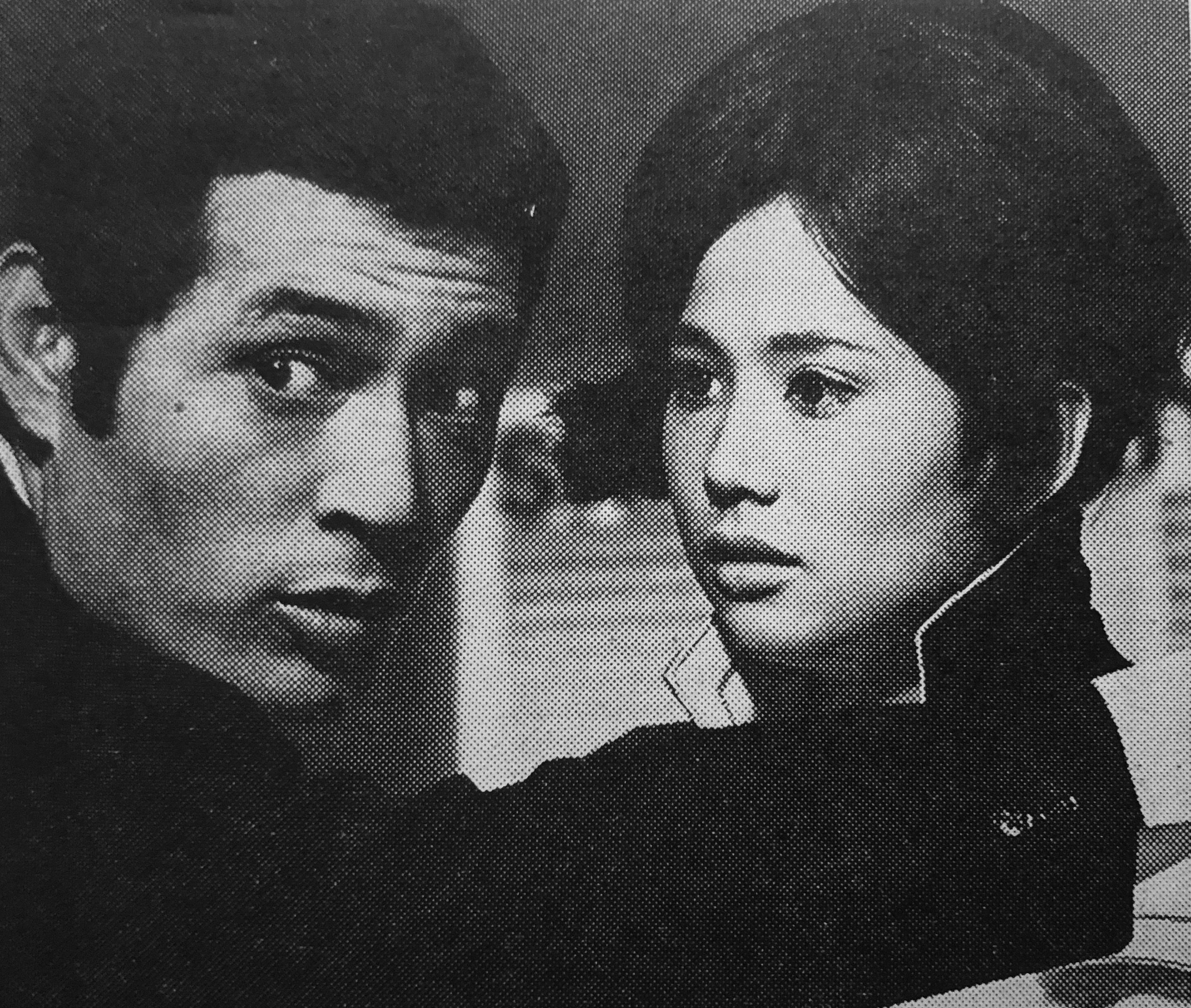
Tatsuya Nakadai et Reiko Dan dans L'Âge d'or des assassins (1967).

- 1960 : Quand une femme monte l'escalier (女が階段を上る時, Onna ga kaidan wo agaru toki?) de Mikio Naruse : Junko
- 1960 : Haori no taishō (羽織の大将?) de Yasuki Chiba
- 1960 : Filles, épouses et une mère (娘・妻・母, Musume tsuma haha?) de Mikio Naruse : Haruko Sakanishi
- 1960 : Salary man Mejiro Sanpei: Nyōbō no kao no maki (サラリーマン目白三平 女房の顔の巻?) de Hideo Suzuki
- 1960 : Le Baiser du voleur (接吻泥棒, Seppun dorobō?) de Yūzō Kawashima
- 1960 : Salary man Mejiro Sanpei: Teishu no tameiki no maki (サラリーマン目白三平 亭主のためいきの巻?) de Hideo Suzuki
- 1960 : Gametsui yatsu (がめつい奴?) de Yasuki Chiba
- 1960 : Ganbare! Bangaku (がんばれ！盤獄?) de Shūe Matsubayashi
- 1960 : Sararīman Chūshingura (サラリーマン忠臣蔵?) de Toshio Sugie
- 1961 : Shima no sehiro no oyabunshō (縞の背広の親分衆?) de Yūzō Kawashima
- 1961 : Ginza no koibitotachi (銀座の恋人たち?) de Yasuki Chiba
- 1961 : Zoku sararīman Chūshingura (続サラリーマン忠臣蔵?) de Toshio Sugie
- 1961 : Shichinin no teki ari (七人の敵あり?) de Toshio Sugie
- 1961 : Tokkyū Nippon (特急にっぽん?) de Yūzō Kawashima
- 1961 : Shachō dochuki (社長道中記?) de Shūe Matsubayashi
- 1961 : Histoire du Tokyo nocturne (東京夜話, Tōkyō yawa?) de Shirō Toyoda
- 1961 : Zoku shachō dochuki: Onna oyabun taiketsu no maki (続・社長道中記 女親分対決の巻?) de Shūe Matsubayashi
- 1961 : Daigaku no wakadaishō (大学の若大将?) de Toshio Sugie
- 1961 : Aux Enfers tu festoieras (地獄の饗宴, Jigoku no kyōen?) de Kihachi Okamoto
- 1961 : Dernier Caprice (小早川家の秋, Kohayagawake no aki?) de Yasujirō Ozu : Yuriko
- 1961 : Neko to katsuobushi: Aru sawashi no monogatari (猫と鰹節 ある詐話師の物語?) de Hiromichi Horikawa
- 1961 : Baby Gang to oneichan (ベビーギャングとお姐ちゃん, Bebī gyangu to oneichan?) de Toshio Sugie
- 1962 : Sanjuro (椿三十郎, Tsubaki Sanjūrō?) d'Akira Kurosawa : Chidori
- 1962 : La Place de la femme (女の座, Onna no za?) de Mikio Naruse : Shizuko Kanamori
- 1962 : Ginza no wakadaishō (銀座の若大将?) de Toshio Sugie
- 1962 : Aru Osaka no onna (ある大阪の女?) d'Eizō Sugawa
- 1962 : Honkon no hoshi (香港の星?) de Yasuki Chiba
- 1962 : Shin kitsune to tanuki (新・狐と狸?) de Shūe Matsubayashi
- 1962 : Les 47 Rōnin (忠臣蔵 花の巻 雪の巻, Chūshingura: Hana no maki, yuki no maki?) de Hiroshi Inagaki
- 1962 : Burari burabura monogatari (ぶらりぶらぶら物語?) de Zenzō Matsuyama
- 1963 : Onna ni tsuyoku naru kufū no kazukazu (女に強くなる工夫の数々?) de Yasuki Chiba
- 1963 : Subarashii akujo (素晴らしい悪女?) de Hideo Onchi
- 1963 : Kigeki: Tonkatsu ichidai (喜劇 とんかつ一代?) de Yūzō Kawashima
- 1963 : La Paix de la cuisine (台所太平記, Daidokoro taiheiki?) de Shirō Toyoda
- 1963 : Ichi ka bachi ka (イチかバチか?) de Yūzō Kawashima
- 1963 : Norainu sakusen (のら犬作戦?) de Jun Fukuda
- 1964 : Boku wa Body Guard (僕はボディガード, Boku wa bodi gādo?) de Seiji Hisamatsu
- 1964 : Hadaka no jūyaku (裸の重役?) de Yasuki Chiba
- 1964 : Jotai (女体?) de Hideo Onchi
- 1964 : Sara no mon (沙羅の門?) de Seiji Hisamatsu
- 1964 : Danchi : Nanatsu no taizai (団地七つの大罪?) de Yasuki Chiba et Masanori Kakei (ja)
- 1964 : Irresponsable dans l'Edo des fleurs (花のお江戸の無責任, Hana no Ōedo no musekinin?) de Kajirō Yamamoto
- 1965 : Shachō ninpōchō (社長忍法帖?) de Shūe Matsubayashi
- 1965 : Barberousse (赤ひげ, Akahige?) d'Akira Kurosawa : Osugi
- 1965 : Zoku nishi no ōshō: Higashi no taishō (続西の王将・東の大将?) de Toshio Sugie
- 1965 : Sang et Sable (血と砂, Chi to suna?) de Kihachi Okamoto
- 1965 : Aku no kaidan (悪の階段?) de Hideo Suzuki
- 1966 : Le Roi blaireau (狸の王様, Tanuki no ōsama?) de Kajirō Yamamoto
- 1966 : Jinchō-ge (沈丁花?) de Yasuki Chiba
- 1966 : Kore ga seishun da! (これが青春だ！?) de Takeshi Matsumori
- 1967 : L'Âge d'or des assassins (殺人狂時代, Satsujinkyō jidai?) de Kihachi Okamoto
- 1967 : La Danseuse d'Izu (伊豆の踊子, Izu no odoriko?) de Hideo Onchi
- 1968 : Sarariiman akuto jutsu (サラリーマン悪党術?) d'Eizō Sugawa
- 1969 : Shachō enmachō (社長えんま帖?) de Shūe Matsubayashi
- 1969 : Zoku shachō enmachō (続社長えんま帖?) de Shūe Matsubayashi

### Années 1970
- 1970 : Shachō gaku ABC (社長学ＡＢＣ?) de Shūe Matsubayashi
- 1970 : Zoku shachō gaku ABC (続社長学ＡＢＣ?) de Shūe Matsubayashi
- 1970 : Kigeki: Mangan ryokō (喜劇 満願旅行?) de Masaharu Segawa
- 1971 : Sugoi yatsura (凄い奴ら?) de Kiyoshi Nishimura
- 1973 : Sotsugyō ryokō (卒業旅行?) de Masanobu Deme

### Années 1980
- 1989 : Suna no ue no Robinson (砂の上のロビンソン?) de Jun'ichi Suzuki (ja)

## Récompenses et distinctions
- Élan d'or de la révélation de l'année (en) en 1957